# IPresence
iPresenceは兵庫県神戸市のベンチャー企業。テレプレゼンスロボットをはじめとするリモートプレゼンス技術やリアルタイム通話性の高いAIエージェントやデジタルツインなどの関連サービスを提供しているテレプレゼンスアバターロボット（テレロボ）メーカー兼システムインテグレーター。代表はクリストファーズ　クリスフランシス。
英国、欧州では、iPresence Ltd.として事業展開している。グループ会社にデジタルツイン技術とテレプレゼンスロボット技術を遠隔建築現場管理に適応させる ArchiTwin株式会社がある。
米Double Robotics社製自走式テレプレゼンスロボットDoubleや米Revolve Robotics社製(現Xandex)卓上版テレプレゼンスロボットkubi、temi社製AI搭載型自走式ロボットtemiを主に販売している。
2017年3月には独自に複数のメーカーとタイプのテレプレゼンスロボットを同一アプリで活用しながら遠隔観光やショッピングができるアプリiTOUR®︎を開発する。
2019年6月にはZoomのビデオチャット、卓上版kubi、自走式temiのSDKを活用した独自iOSアプリAvatar Robot for ZOOMを一般公開している。
2021年8月にはスマートフォンを利用した独自ロボット「動く電話テレピー」を販売開始。
2015年〜2024年、TEDxKobe Partnerを務める。

## メディア露出
2014/12/11 Yahoo! News 2週間前に出産した私が200km離れた学会に子連れで参加できたワケ～ロボットがつなぐ未来
2016/05/18「自分の分身をどこでも派遣」、テレプレゼンスロボットが変える企業コミュニケーションの未来
2018/11/07 IT企業の誘致・定着を目指す「スタートアップ等補助制度」ロボットの開発・販売などを手がけるiPresence合同会社を新たに認定
2018/10/10 日刊工業新聞 アイプレゼンス、見回りロボで徘徊検知　介護施設で年内実証
2018/06/04 神戸新聞NEXT 神戸発・見守り介護ロボ　夜間巡回で徘徊者を検知
2019/09/26 ロボットで日英つなぐ　神戸企業、ラグビーW杯で試験
2019/11/11　フィンチジャパンインタビュー記事　テレプレゼンスロボットが紡ぐ未来のコミュニケーションの形
2020/05/22　テレプレゼンスロボット「KUBI」をパッケージで提供　テレワークや受付業務での活用想定　自走ロボット「temi」プランも予定
2020/06/03　子どもたちの授業参加を支援 iPresenceアバターロボで遠隔対話サービス
2020/08/31　日本経済新聞　面会制限のコロナ患者、ロボで家族と対話　大阪の病院
2020/09/23　京都新聞「袋から顔だけ見える形でお別れ」コロナの看取り、医療機関が模索　専門家「遺族支援、大きな課題」
2020/11/16　日本経済新聞　学校・職場にアバターロボ　アイプレゼンス、家で教室の臨場感　ミラロボティクス、5Gで遠隔警備
2021/01/28　NHK World On-Line　DESIGN TALKS plus
2021/02/18　excite news　播州織アパレルブランド「tamaki niime」3D Shop & Labを提供開始
2021/02/28　河北新報　震災時の絆　雄勝出身・佐藤さんとトルコ元救援隊長、オンラインで再会
2021/07/28　アンドパッドがオンライン地鎮祭　ロボットでお辞儀
2021/08/11　ロボスタ　家族をつなぐ小型テレロボ「動く電話テレピー」一般発売開始 スマホを装着して360度見渡せる Wi-FiやBluetoothの接続は一切不要
2022/08/02　日刊工業新聞｜遠隔交流ロボ×仮想空間 アイプレゼンス 展示会業界に提案
2022/09/24　毎日新聞｜つながり みえているよ 情報端末駆使 難病の子支援
2022/10/06　J-STORIES｜病室からアバターで学校生活
2023/08/06　秋田さきがけ｜竿燈、障害児らに生配信　秋大大学院教授らロボット遠隔操作し撮影
2024/01/25　経済産業省近畿経済産業局 KIZASHI vol.24｜人づくりで始まる未来づくり
2024/02/07　読売新聞｜「人間洗濯機」の再来・遠隔で意思疎通できるロボ、万博で電機再興へ「共創」…中小・大手が連携
2024/02/16　秋田さきがけ｜横手支援学校生徒 かまくらの魅力配信
2024/04/25　朝日新聞 | 教室で学ぶ、私の分身　不登校児と学校、つなぐツール
2024/05/24　【TV出演】MBS 毎日放送（TBS系列）「よしもと新喜劇NEXT～小藪千豊には怒られたくない～」 | iPresence代表がテレロボットと共にテレビ出演
2024/08/03　月刊イベントマーケティング｜幸せな働き方と生活を届けるZoom Experience Day Summer レポート
2024/09/19　日刊工業新聞 ｜「スマートファクトリーJapan 2024 秋」ー多彩な技術、効率化に貢献
2024/10/25　ひょうご経済研究所 季刊 ひょうご経済 第164号 | 大阪・関西万博への想い、弊社代表クリストファーズのインタビュー掲載
2024/10/30　サンテレビ NEWS│輸血を受ける中学生が遠隔支援ロボットを活用し、献血者と交流
2024/11/12　讀賣新聞│『どこでも万博 with スペシャルキッズ』プロジェクトの実証実験の様子が紹介されました

## 沿革
2014年05月	兵庫県神戸市にてリモートプレゼンススペシャリストとして事業開設　Doubleを販売開始する
2014年09月	卓上版テレプレゼンスロボット Kubiを販売開始する
2014年12月	iPresence Network構築開始
2015年01月	テレプレゼンスロボット利用現場サポート等のサービス販売開始
2015年05月	デジタルサイネージ一体型テレプレゼンスロボットIZZYを開発・発表
2015年09月	英国法人 iPresence Ltd.設立
2015年11月	テレプレゼンスロボットANKOを開発・発表
2016年09月	東京都立産業技術センターとの東京都ロボット産業活性化事業　公募型共同研究開発事業 採択
2016年12月	PadBotの販売開始
2017年01月	ORIHIMEの販売開始
2017年03月	大阪、天満橋のCoBoxにて研究開発拠点を設立
2017年06月	神戸介護・リハビリロボット実用化開発費補助金 採択
2017年09月	テレプレゼンスロボットを利用した観光・買い物システム iTOURを開発・発表（東京都産技研委託事業）
2018年03月	iTOUR®︎が第5回ナレッジキャピタルイノベーションアワード準グランプリを受賞
2018年03月	介護施設向けテレプレゼンス見回りロボットCARE-JIROを開発・発表（神戸市補助金）
2018年05月	Teleportation as a Service (TaaS) Platformを発表・開発開始
2019年03月	CARE-JIROが第6回ナレッジキャピタルイノベーションアワード準グランプリを受賞
2019年06月	兵庫県経営革新計画「独自アプリケーションを搭載した移動式見守りロボットの開発・販売」が承認
2019年09月	AI搭載テレプレゼンスロボットtemiの販売開始を発表
2020年05月	テレプレゼンスロボットを活用したテレワークソリューション、テレロボワークパッケージの販売開始を発表
2020年10月	新イベントアプリ Airmeetの日本での販売を開始 
2020年11月	「動く電話テレピー」発表とクラウドファンディング実施 
2020年12月	兵庫県クリエイティブビジネスグランプリで優秀賞を受賞 
2021年01月	「動く電話テレピー」発表とクラウドファンディングを353%で達成 
2021年01月	遠隔面会サービス「テレロボ面会」ソリューションを発表・提供開始 
2021年03月	X:Presenceでの取り組みが第8回ナレッジキャピタルイノベーションアワードで入賞
2021年08月	「動く電話テレピー(Telepii)」を量産販売開始
2021年09月	アバターロボット開発コンテストANA AVATAR XPRIZE米マイアミでのセミファイナルにチャレンジ
2021年12月	東京支店設立
2022年03月	病弱遠隔教育向け「テレロボ学校生活参加」サービスと専用アプリ「Telepotalk」を販売開始
2023年12月	社名を「iPresence合同会社」から「iPresence株式会社」に変更
2024年03月	東証グロース上場企業のBCC株式会社との資本業務提携を発表
2024年03月	デジロボ遠隔溶接システムが第11回ナレッジキャピタルイノベーションアワードにて近畿経済産業局長賞を受賞
| スタブアイコン | サブスタブ | この項目は、まだ閲覧者の調べものの参照としては役立たない、企業に関連した書きかけの項目です。この項目を加筆・訂正などしてくださる協力者を求めています（PJ:経済）。 |